# Ugo Foscolo

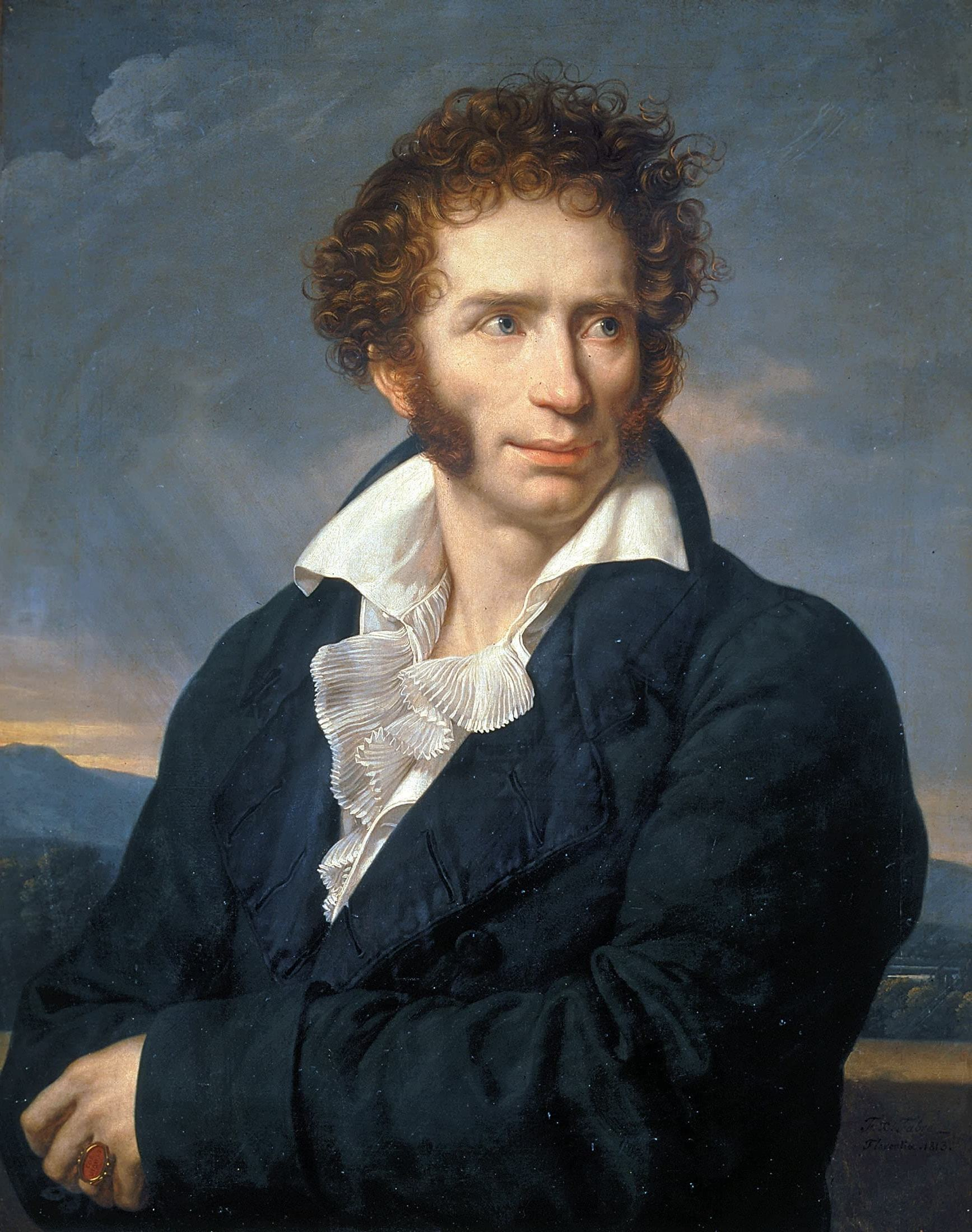
Ugo Foscolo (1813)

Niccolò Ugo Foscolo, född 6 februari 1778 på Zakynthos, som vid den tiden hörde till Republiken Venedig, död 10 september 1827 i Turnham Green, nära London, var en italiensk författare och professor i litteratur, som tvingades gå i exil.
Foscolos skönlitteratur brukar föras till den italienska förromantiken. Han var även verksam som översättare till både italienska och engelska (Dante, Petrarca, Lawrence Sterne). 

## Biografi
Sedan hans far, som var av venetiansk släkt och läkare i Split, Kroatien, tidigt dött flyttade Foscolo med sin grekiska mor till Venedig samt studerade där och, under abbé Cesarottis ledning, i Padua. Från sin mor ärvde han en kärlek till antikens Greklands språk och litteratur, och det gick hos Foscolo tidigt hand i hand med hänförelsen för de vaknande patriotiska och revolutionära idéerna. Han hälsade Napoleon Bonaparte med ett panegyriskt ode, men genom uppgörelsen i Campoformido (17 oktober 1797) då denne gav Venedig åt Österrike, blev Foscolo djupt kränkt i sin fosterlandskänsla, och begav sig till Milano. 
I Milano lärde han känna Giuseppe Parini. Under de napoleonska krigsåren delande sin tid mellan sina litterära och militära karriärer, kämpade i "cisalpinska legionen" vid Cento, Marengo och Novi Ligure, deltog under Masséna med utmärkelse i försvaret av Genua, följde i Toscana general Pinos stab och tjänstgjorde vid den italienska häravdelningen i Frankrike 1804-1806. 
Återkommen till Italien, utnämndes han 1808 till professor i litteratur vid universitetet i Pavia, en professur som tillsammans med alla övriga humanistiska lärostolar i hela kungariket Italien redan följande år indrogs på grund av den napoleonska regeringens rädsla för slumrande regimkritik. Från Florens, där han vid sidan av privatundervisning fullföljt sina litterära arbeten, återvände han 1813 till Milano för att återinträda i armén, då Italiens ställning efter fransmännens nederlag vid Leipzig syntes hotad. 
Efter de segrande österrikarnas intåg i Milano vägrade han svära den nye härskaren trohetsed. Han föredrog landsflykt, varför han styrde färden först till Schweiz och därifrån 1816 till London, där han rönte ett sympatiskt mottagande och där han fick nytt tillfälle att tjäna sitt land genom att göra dess litteratur känd och populär. Han skrev där sina mest betydande kritiska och litteraturhistoriska arbeten. Men överansträngning och sjukdom jämte ekonomiskt obestånd hindrade honom att fullborda flera av de verk han planerat. 
Hans stoft fördes 1871 till Santa Croce i Florens.

### Metriska verk

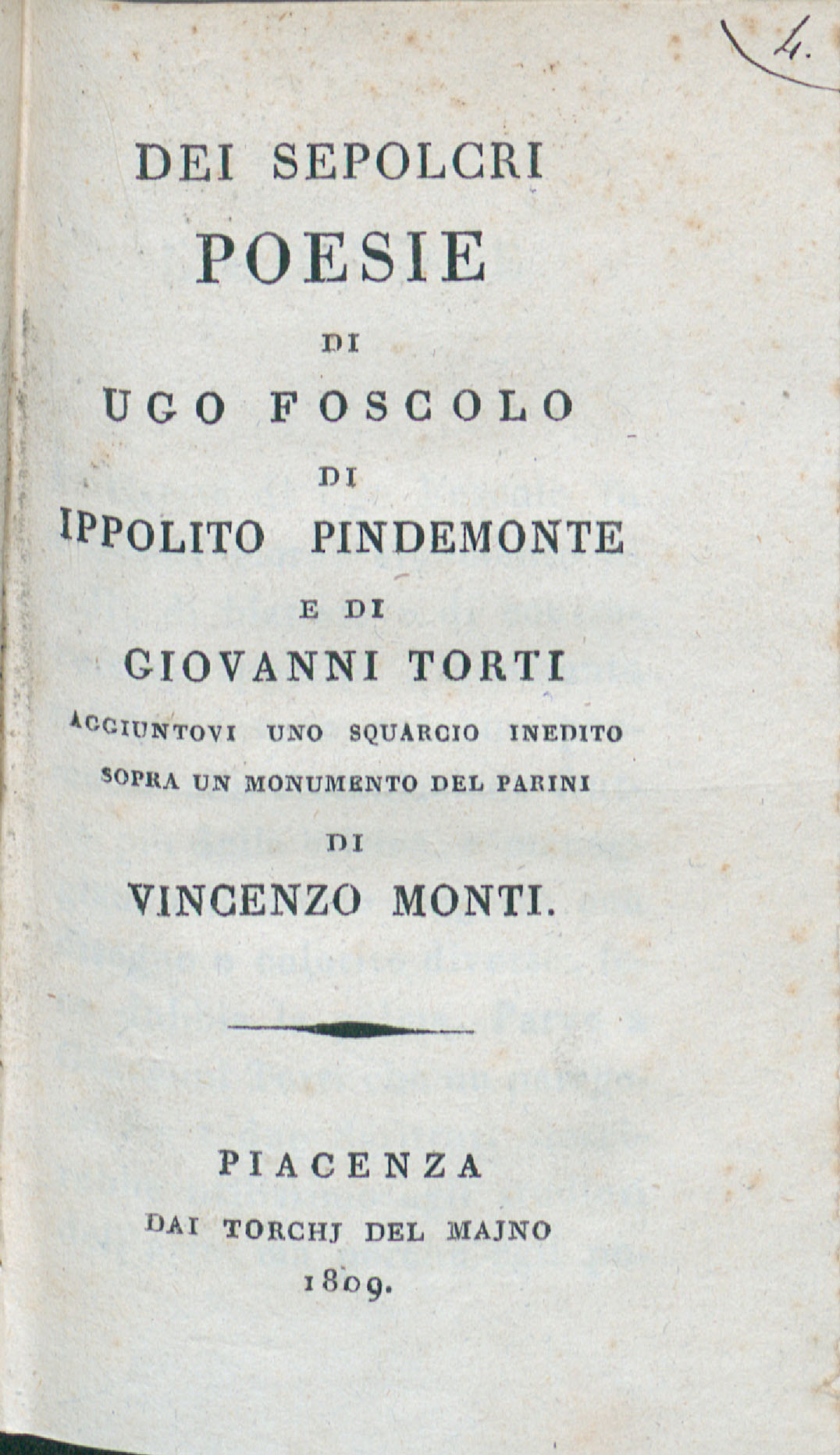
Dei sepolcri, 1809

## Författarskap